# Christine Kangaloo
Christine Kangaloo (San Fernando, dezembro de 1961) é uma política trinitária e atual presidente da República de Trindade e Tobago. Kangaloo é a única mulher de origem indiana no mundo a ocupar atualmente tal cargo, bem como a única pessoa a servir como presidente e vice-presidente do Senado de Trindade e Tobago, a primeira mulher a servir como vice-presidente do Senado e terceira mulher a servir como presidente interina de Trinidad e Tobago e presidente do Senado. Kangaloo é uma membro de longa data do Movimento Nacional do Povo e serviu como senadora da oposição, Ministra do Gabinete do Primeiro-Ministro, Ministra dos Assuntos Jurídicos e Ministra da Ciência, Tecnologia e Ensino Superior em governos anteriores.

## Biografia
Christine Kangaloo formou-se na Universidade das Índias Ocidentais e na Hugh Wooding Law School e formou-se em direito. Em 12 de janeiro de 2001, ela se tornou membro do parlamento como senadora da oposição durante o mandato do líder da oposição, Patrick Manning. Ela então atuou como vice-presidente do Senado e, posteriormente, como ministra no gabinete do primeiro-ministro em 2002. Ela foi então nomeada Ministra dos Assuntos Jurídicos em 2005. Nas eleições gerais de Trinidad e Tobago de 2007, ela foi eleita para a Câmara dos Representantes como candidata do Movimento Nacional do Povo (MNP) por Pointe-à-Pierre e atuou como Ministra da Ciência, Tecnologia e Ensino Superior. Em 23 de setembro de 2015, foi eleita Presidente do Senado.